# Piotr Cielesz
Piotr Cielesz (ur. 30 grudnia 1958 w Bydgoszczy) – polski poeta, publicysta i dziennikarz.

## Życiorys
Debiutował w 1975 w PR jako poeta. W roku 1977 zdał maturę w bydgoskim VII Liceum Ogólnokształcącym. W roku 1983 ukończył polonistykę w Wyższej Szkole Pedagogicznej w Bydgoszczy. Był współzałożycielem Niezależnego Zrzeszenia Studentów (1980 r.). Stypendysta Miasta Gdańska w dziedzinie kultury. Przez 5 lat pracował w tygodniku "Fakty" (1985-1990), a w roku 1990 współpracował z tygodnikiem "Kujawy". Swą twórczość publikował głównie w czasopismach: "Fakty", "Twórczość", "Poezja", "Życie Literackie", "Topos" i "Fronda". Przez 3 lata (1978-1981) był członkiem Koła Młodych Związku Literatów Polskich. W roku 1989 został członkiem Stowarzyszenia Pisarzy Polskich, natomiast w roku 2003 uzyskał członkostwo Polskiego PEN-Clubu.

## Nagrody i nominacje
- 1. nagroda w IV Ogólnopolskim Konkursie "Wobec czasu"
- doroczna nagroda tygodnika "Fakty" (1985)
- Nagroda im. Stanisława Piętaka (1988)
- nominowany do Paszportu "Polityki" za zbiór wierszy Obok (2001)
- I nagroda w Konkursie Literackim Miasta Gdańska im. Bolesława Faca za rok 2004[2]
- Nagroda Otoczaka za rok 2007 na Festiwalu "Złoty Środek Poezji" (Kutno, 2008)[1]

## Twórczość - poezja
- Widok ze sklepu z zabawkami, Młodzieżowa Agencja Wydawnicza, Warszawa 1980[1]
- Ikony rodzinne, Kujawsko-Pomorskie Towarzystwo Kulturalne, Bydgoszcz 1984
- Jeszcze maleńka Europa, wyd. "Pomorze", Bydgoszcz 1987
- Anatomie, Kujawsko-Pomorskie Towarzystwo Kulturalne, Bydgoszcz 1989
- Z księgi wschodniej, Kujawsko-Pomorskie Towarzystwo Kulturalne, Bydgoszcz 1992[1]
- ... Kochanie ..., nakładem własnym, Bydgoszcz 1996
- Trzy źródła, Kujawsko-Pomorskie Towarzystwo Kulturalne, Bydgoszcz 1997
- ... Kochanie ... (cz. 2), nakładem własnym, Bydgoszcz 2001
- Obok, wyd. "Arka", Poznań 2001 – zbiór wierszy nominowany do Paszportu "Polityki"[1]
- Zabierzcie ode mnie złe myśli, wyd. "Skryptor", Gdańsk 2001
- Długo mnie u Ciebie nie było (red. D.T.Lebioda), wyd. "Gradar", Bydgoszcz 2003
- A jednak... światło, poezje wybrane, wyd. "Tower Press", Gdańsk 2006[1]

## Publikacje w antologiach
- Głosy, almanach młodej bydgoskiej literatury i plastyki, red. A.Waśkiewicz, Kujawsko-Pomorskie Towarzystwo Kulturalne, Bydgoszcz 1979, s. 30-34[1]
- Pokolenie, które wstępuje 1975-1980 antologia; wybór, oprac. i red. J.Leszin-Koperski, A.Waśkiewicz, MAW (Młodzieżowa Agencja Wydawnicza), Warszawa 1981, s. 145-146
- Debiuty poetyckie '80, antologia; wybór, oprac. i red. J.Leszin-Koperski, A.Waśkiewicz, MAW, Warszawa 1982, s. 20
- Poeta jest jak dziecko, poezja młodych; wybór i oprac. M.Chrzanowski, MAW, Warszawa 1987, s. 60-61
- Ekspress reporterów, KAW (Krajowa Agencja Wydawnicza), Warszawa 1988, s. 3-44[1]